# Pär Sandberg
Pär Eric Lennart Sandberg, född 15 november 1925 i Aringsås församling i Kronobergs län, död 18 augusti 2016 i Västervik, var en svensk målare och reklamtecknare och grafiker.
Han var son till ingenjören Eric Olof Sandberg och Linnea Rundqvist och från 1951 gift med banktjänstemannen Gunvor Clara Olsson. Han började sin konstnärliga bana med självstudier i Nässjö och flyttade 1940 till Stockholm där han bedrev sporadiska krokistudier vid Otte Skölds målarskola och Académie Libre. Han studerade vid Valands målarskola i mitten av 1940-talet och fortsatte därefter med självstudier under resor till bland annat Schweiz, Sydfrankrike, Italien och Sicilien. Tillsammans med Nils Isaksson och Bengt Lindqvist ställde han ut i Linköping 1954 och han medverkade i Nationalmuseums utställning Unga tecknare. Ung grafik på Kulturen i Lund och Liljevalchs Stockholmssalonger. Separat ställde han ut i ett flertal västsvenska städer. Hans konst som är surrealistisk bär många gemensamma drag med Halmstadgruppen med den lineära formen och rena färgfält och geometriska figurer. Sandberg finns representerad vid Vänersborgs museum. En del av hans arbeten är signerade med PÄRS.